# Mein Kampf (Dokumentarfilm)
Mein Kampf (Originaltitel: Den Blodiga tiden, deutsch: Die blutige Zeit) ist ein Dokumentarfilm (Untergenre: Kompilationsfilm) über den Aufstieg Adolf Hitlers und die Diktatur des Nationalsozialismus zwischen 1933 und 1945 in Deutschland und – nach 1939 – weiteren während des Zweiten Weltkriegs vom NS-Regime besetzten Gebieten Europas. Der Film beschränkt sich nicht nur auf die Beschreibung des politisch wirksamen Machtsystems der deutschen Variante des Faschismus, sondern beschreibt auch dessen Vorgeschichte seit dem Ersten Weltkrieg.
Produziert wurde der zweistündige Film, der das Prädikat besonders wertvoll erhielt, im Jahr 1959 in Schweden vom deutsch-schwedischen Regisseur und Publizisten Erwin Leiser. Seine Dokumentation ist freigegeben ab 12 und empfohlen ab 14 Jahren. Am 25. April 1960 hatte der Film seine Uraufführung in Göteborg, wenige Monate später wurde er auch in Deutschland gezeigt.

## Inhalt und historischer Hintergrund
In bewusst provokativer Anlehnung an den Titel von Hitlers teils autobiografischem Programmentwurf Mein Kampf ist der Film jedoch nicht als „Verfilmung“ des Buches gedacht; er zeigt vielmehr – sozusagen als Essenz und „Fortsetzung“ von Hitlers Buch – dessen Konsequenzen auf: Den Weg zu einem in Trümmern liegenden Europa mit weltweit etwa 60 Millionen Kriegstoten einschließlich des beispiellosen industrialisierten Völkermords an den europäischen Juden und anderen Bevölkerungsgruppen (vgl. Holocaust, Porajmos etc.).
Anders als viele andere Dokumentationen zum Thema bis heute, behandelt der Film die eigentliche Herrschaft der Nationalsozialisten nicht isoliert, sondern versucht, durch die Einbeziehung der Vorgeschichte seit dem Ersten Weltkrieg, zu erklären, wie es zu dieser historisch verhängnisvollen Entwicklung in Deutschland – und, historisch-politisch gesehen, in ihrer Auswirkung für die Menschheit bzw. die gesamte Welt – kommen konnte.
Bei der Bearbeitung des Films griff Leiser auf Material aus Archiven der alliierten Siegermächte des Zweiten Weltkrieges und aus Polen zurück. Vor allem aber verwendete er jedoch NS-Propagandamaterial, das er auf eindrückliche Art und Weise zusammenschnitt, wobei die oft im grammatikalischen Präsens gehaltenen Kommentare zu den bisweilen grauenerregenden Bildern meist einen knappen und distanziert-sachlichen Tonfall wahren, wodurch der Film eine teilweise abschreckend gegenwärtig wirkende Atmosphäre erhält. Auf diese Art wird der Film zu einer Mahnung an die Verantwortung der nachfolgenden Generationen, es nie wieder zu solch einem politisch-historischen Verhängnis kommen zu lassen.
Unter Verwendung des genannten Archivmaterials zeigt der Film Mein Kampf auf, unter welchen Bedingungen der Nationalsozialismus nach dem Ende des Ersten Weltkrieges sich entwickeln und wie er unter Hitlers Führung schon während der Weimarer Republik deren Schwachstellen ausnutzen konnte, um 1933 an die Macht zu gelangen. Er dokumentiert die Errichtung der nationalsozialistischen Diktatur in Deutschland, die Verfolgung politischer Gegner, die Ausgrenzung der Juden bis hin zu ihrer Ghettoisierung während des Zweiten Weltkrieges und schließlich dem Völkermord an ihnen in den Vernichtungslagern Auschwitz, Majdanek, Treblinka u. a. Der Krieg wird ebenso wie die Zeit davor chronologisch dargestellt, wobei beispielhaft vor allem auf die Entwicklung in Polen detaillierter eingegangen wird.
Bis heute gilt dieser Film als ein Klassiker und eine der besten filmischen Dokumentationen über die Geschichte des Nationalsozialismus und des sogenannten „Dritten Reiches“.
Oft wird er auch in Schulen im Rahmen des Geschichtsunterrichts zum Thema gezeigt.

## Rezeption
„Erwin Leisers in Schweden hergestellter, hervorragend gestalteter Dokumentarfilm über die Volksverführung, die Aggressionspolitik und die verbrecherischen Werke Adolf Hitlers, vor allem im Osten. Trotz seines problematischen Umgangs mit Archivmaterial, über das er beliebig verfügt, und der mittlerweile fortgeschrittenen Forschungsergebnisse über Hitler weiterhin ein wichtiger Aufklärungsbeitrag zur Zeitgeschichte.“